# Станіслав Грабський
Станіслав Грабський (або Ґрабський, пол. Stanisław Grabski; 5 квітня 1871, Борув — 6 травня 1949, Сулеювек) — польський політик, державний діяч, економіст. У роки Першої світової війни активно діяв у напрямку недопущення соборницьких українських впливів на західноукраїнських землях. 1919–27 — депутат сейму Другої Польської Республіки. 1923 та 1925–26 — міністр освіти та релігії.
Проводив жорстку політику спольщення (полонізації) на українських землях, ініціатор державної програми полонізації — т. зв. Lex Grabski. Закон передбачав перетворення окремих українських та польських шкіл на двомовні (утраквістичні). Внаслідок запровадження цього закону кількість українських шкіл у Польщі істотно скоротилася.

## Біографія
Станіслав Ґрабський навчався у закладах вищої освіти Варшави, Берліна й Берна. У 1900—1939 роках працював викладачем; був професором економіки Ягайлонського й Львівського університетів, Господарської академії в Дублянах, а з 1946 року — завідувачем катедри історії супільного устрою Варшавського університету.
Був співзасновником Польської соціалістичної партії (1892), таємним комісаром Національної ліги в Галичині, членом Польського національного комітету в Парижі (1917—1919). До Першої світової війни прихильно ставився до російської політики в Польщі, водночас вороже сприймаючи український рух. У 1919—1927 роках був послом до польського сейму, брав участь у переговорах між Польщею і РСФРР під час укладення Ризького мирного договору 1921 року, а в 1923 і 1925—1926 був міністром у справах віровизнань і публічної освіти. Після цього тимчасово відійшов від політики й зосередився на викладацькій і науковій діяльності.
Автор т. зв. «Lex Grabski» («Закону Ґрабського», 1924 рік), що мав на меті перетворення окремих українськомовних і польськомовних шкіл на двомовні (утраквістичні). Через цей закон кількість українськомовних шкіл зменшилася з 2426 у 1921—1922 до 745 у 1927—1928 рр. Відомий вислів Ґрабського: «Через 25 років не буде жодних українців або русинів. Будуть тільки поляки».
З радянською окупацією та вступом до Львова радянських військ (1939) Ґрабського заарештували, засудили до п'яти років таборів; втім, після звільнення за амнестією 1941 року виїхав до Лондона. У 1942—1944 роках був Головою Національної ради в Лондоні, у 1945—1947 — віце-президентом Крайової народної ради (тимчасового парламенту Польщі).
Наукові праці Станіслава Ґрабського присвячені проблемам економіки, історії господарства й політики. Є автором двотомних спогадів «Pamiętniki» (Варшава, 1989).